# Patinoire Jacques-Raynaud
La patinoire Jacques-Raynaud est la patinoire de Blagnac dans la banlieue de Toulouse.

## Description
La patinoire municipale Jacques-Raynaud est située dans la ZAC du Grand Noble à Blagnac, à l'est de l'aéroport Toulouse-Blagnac.
Elle a été inaugurée en 1989. Elle offre une piste de glace de 60 mètres de long sur 30 mètres de large. Sa capacité d’accueil est de 1 200 places. Elle est ouverte de mi-septembre à fin mai.

## Clubs résidents
- Toulouse Blagnac Hockey Club (TBHC) : le club de hockey-sur-glace comprend une équipe senior (les Bélougas), une école pour les enfants de quatre à dix ans, six sections de hockey mineur et une section de hockey loisir.

- Blagnac Patinage artistique : le club favorise l'apprentissage des techniques du patinage artistique et prépare les jeunes aux différentes compétitions.

### Liens externes

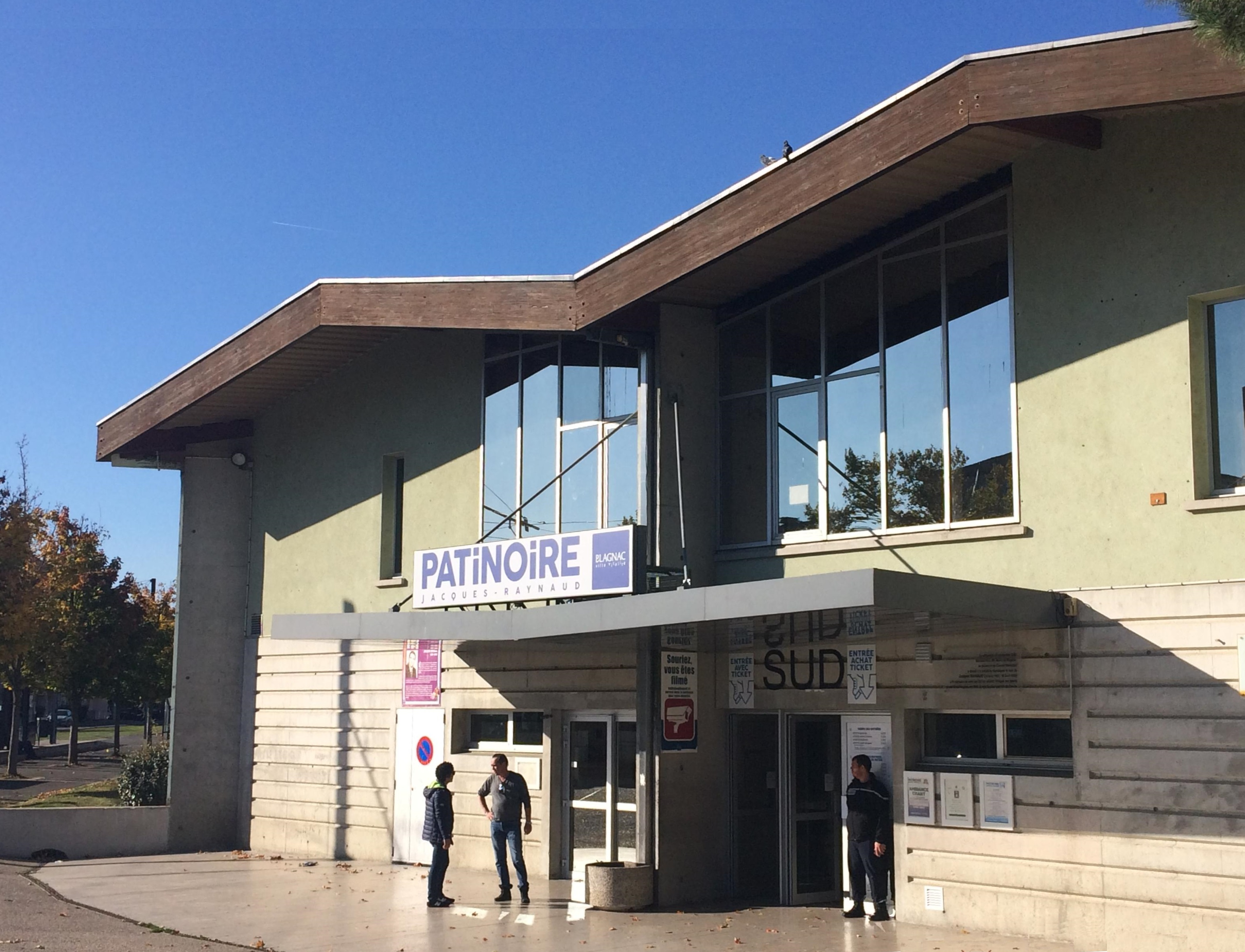
La patinoire Jacques Raynaud.